# Xibeca

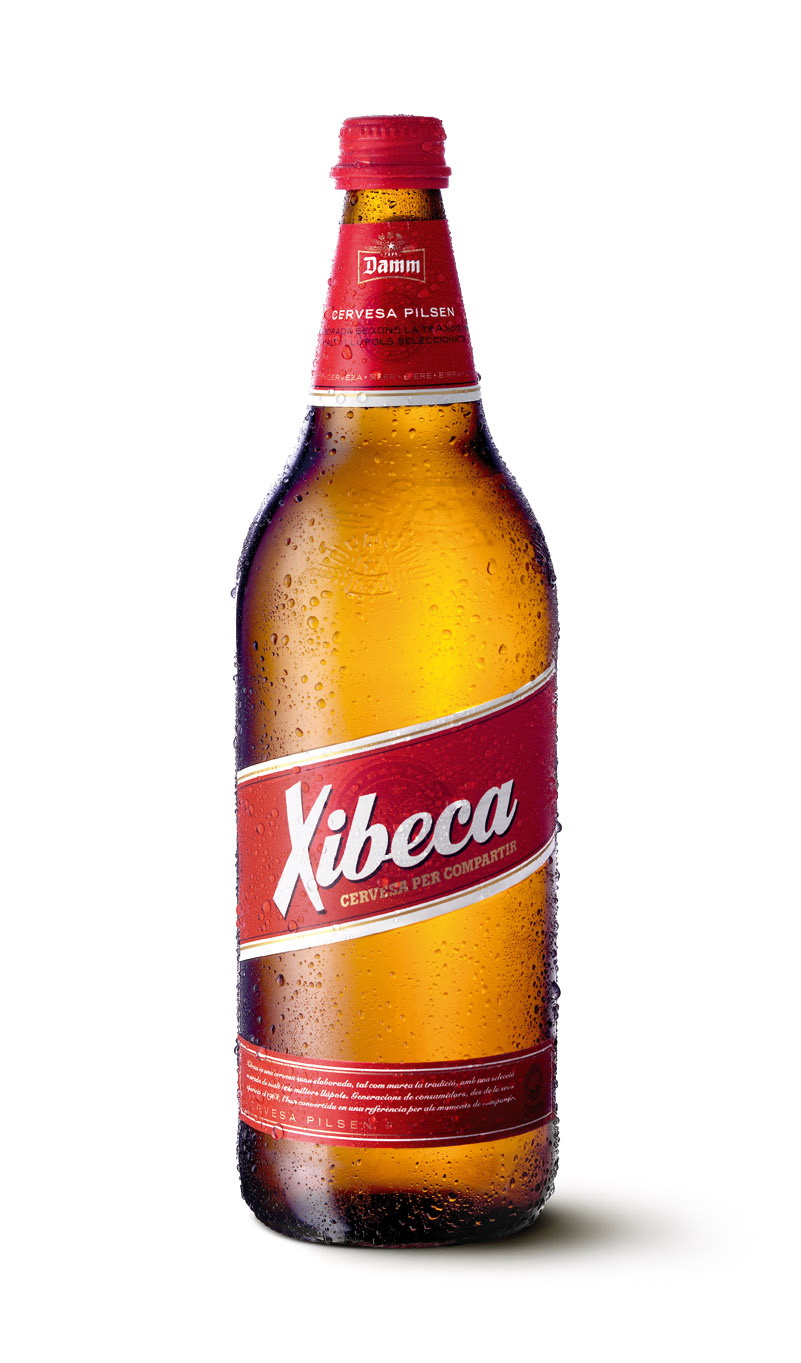
Een literfles Xibeca

Xibeca is een Catalaans pils dat gebrouwen wordt door de Damm brouwerij in Barcelona en voornamelijk bedoeld is voor de Catalaanse binnenlandse markt, maar dat ook daarbuiten wordt gedronken in de gehele Levante. Het is een eenvoudig en licht bier met een laag alcoholpercentage (4,6%) en wordt voornamelijk verkocht in flessen van 1 liter, hoewel het ook in andere verpakkingen van kleiner formaat verkrijgbaar is. De flessen van een liter hebben het merk zijn naam gegeven: Xibeca is in Catalonië een informeel woord voor 'liter'. Het woord betekent ook 'uil', waar de vormgeving van deze flessen in de jaren 60 op af is gestemd.
In de jaren 60 van de twintigste eeuw kent het bier een groot succes ter vervanging van tafelwijn, waarvan de prijs aan het eind van de jaren 60 aanzienlijk toeneemt: het lichte karakter van het bier maakt het uitermate geschikt om gedronken te worden bij de maaltijd. Mede hierdoor wordt het populair in de lagere middenklasse in de jaren 70. Sindsdien wordt het merk tevens bij uitstek geassocieerd met sociaal drinken en botellónes. 